# Euphorbia texana
Euphorbia texana är en törelväxtart som beskrevs av Pierre Edmond Boissier. Euphorbia texana ingår i släktet törlar, och familjen törelväxter. Inga underarter finns listade i Catalogue of Life.